# Every Kingdom
Every Kingdom ist das erste Studioalbum des britischen Singer-Songwriter Ben Howard. Es wurde am 3. Oktober 2011 als Download, auf CD, als LP und als Compact-Cassette in einer Auflage von 200 Stück veröffentlicht. Es erreichte Platz vier der britischen Albumcharts am 24. Februar 2013, nachdem es davor die Brit Awards gewonnen hatte.
Alle Stücke stammen von Ben Howard und wurden produziert von Chris Bond. Das Cover der Platte stammt von Owen Tozer, basierend auf einer Fotografie von Mickey Smith und Roddy Bow.

## Kommerzieller Erfolg

### Chartplatzierungen
| ChartsChartplatzierungen     | Höchstplatzierung | Wochen |
| ---------------------------- | ----------------- | ------ |
| Deutschland (GfK)            | 49 (17 Wo.)       | 17     |
| Schweiz (IFPI)               | 59 (2 Wo.)        | 2      |
| Vereinigtes Königreich (OCC) | 4 (148 Wo.)       | 148    |

| ChartsJahrescharts (2012)    | Platzierung |
| ---------------------------- | ----------- |
| Vereinigtes Königreich (OCC) | 28          |

| ChartsJahrescharts (2013)    | Platzierung |
| ---------------------------- | ----------- |
| Vereinigtes Königreich (OCC) | 38          |

| ChartsJahrescharts (2014)    | Platzierung |
| ---------------------------- | ----------- |
| Vereinigtes Königreich (OCC) | 98          |

### Auszeichnungen für Musikverkäufe
| Land/Region                  | Auszeichnungen für Musikverkäufe (Land/Region, Auszeichnung, Verkäufe) | Verkäufe  |
| ---------------------------- | ---------------------------------------------------------------------- | --------- |
| Australien (ARIA)            | Gold                                                                   | 35.000    |
| Dänemark (IFPI)              | Platin                                                                 | 20.000    |
| Deutschland (BVMI)           | Gold                                                                   | 100.000   |
| Kanada (MC)                  | Gold                                                                   | 40.000    |
| Neuseeland (RMNZ)            | Platin                                                                 | 15.000    |
| Niederlande (NVPI)           | Platin                                                                 | 50.000    |
| Schweden (IFPI)              | Gold                                                                   | 20.000    |
| Vereinigte Staaten (RIAA)    | Gold                                                                   | 500.000   |
| Vereinigtes Königreich (BPI) | 3× Platin                                                              | 900.000   |
| Insgesamt                    | 5× Gold · 6× Platin ·                                                  | 1.680.000 |